# Sommepy-Tahure
Sommepy-Tahure est une commune française, située dans le département de la Marne en région Grand Est.
Ses habitants sont appelés Sompinard ou Soupinat.
Avec 68 km2, dont la majeure partie occupée par le camp militaire de Suippes, Sommepy-Tahure est la commune la plus étendue de la Marne.
La commune dispose d'une fleur dans le label villes et villages fleuris.

## Géographie

### Localisation
Sommepy-Tahure est située au nord du département de la Marne, à la limite de celui des Ardennes.
À vol d'oiseau, la commune est située à 166,7 km au nord-est de Paris-Notre-Dame, point zéro des routes de France, à 35,6 km au nord-est de la préfecture Châlons-en-Champagne et à 38,1 km à l'est de Reims.

### Communes limitrophes
| Saint-Étienne-à-Arnes     |                | Semide                                          |
| Sainte-Marie-à-Py         | Sommepy-Tahure | Aure, Manre, Gratreuil                          |
| Souain-Perthes-lès-Hurlus |                | Rouvroy-Ripont, Minaucourt-le-Mesnil-lès-Hurlus |

### Relief et géologie
D'une superficie de 68,24 km2, la commune a le plus grand territoire du département depuis le rattachement de l’ancienne commune de Tahure à celle de Sommepy.
Le territoire communal se situe au nord-est de la  macro-région naturelle la Champagne crayeuse, à la limite de l'Argonne.
D'une altitude moyenne de 135 m, l’altitude minimale est de 123 m, au niveau des rives de la Py à l'ouest de la commune, au lieu-dit la Berrière, et l'altitude maximale est de 211 m à l’extrême nord-ouest du territoire de la commune, à proximité du lieu-dit la Berrière. Le centre du bourg de Sommepy se situe à une altitude moyenne de 130 m, celle de l’ancien village de Tahure est de 143 m.

### Hydrographie

#### Réseau hydrographique
La commune est dans la région hydrographique « la Seine du confluent de l'Oise (inclus) à l'embouchure » au sein du bassin Seine-Normandie. Elle est drainée par la Dormoise, la Py et la Goute,.
La Dormoise, d'une longueur de 17 km, prend sa source dans la commune  et se jette  dans l'Aisne à Autry, après avoir traversé cinq communes.
La Py, d'une longueur de 15 km, prend sa source sur le territoire communal à l'est du bourg de Sommepy  et se jette  dans la Suippe en rive droite à Saint-Martin-l'Heureux, après avoir traversé cinq communes.

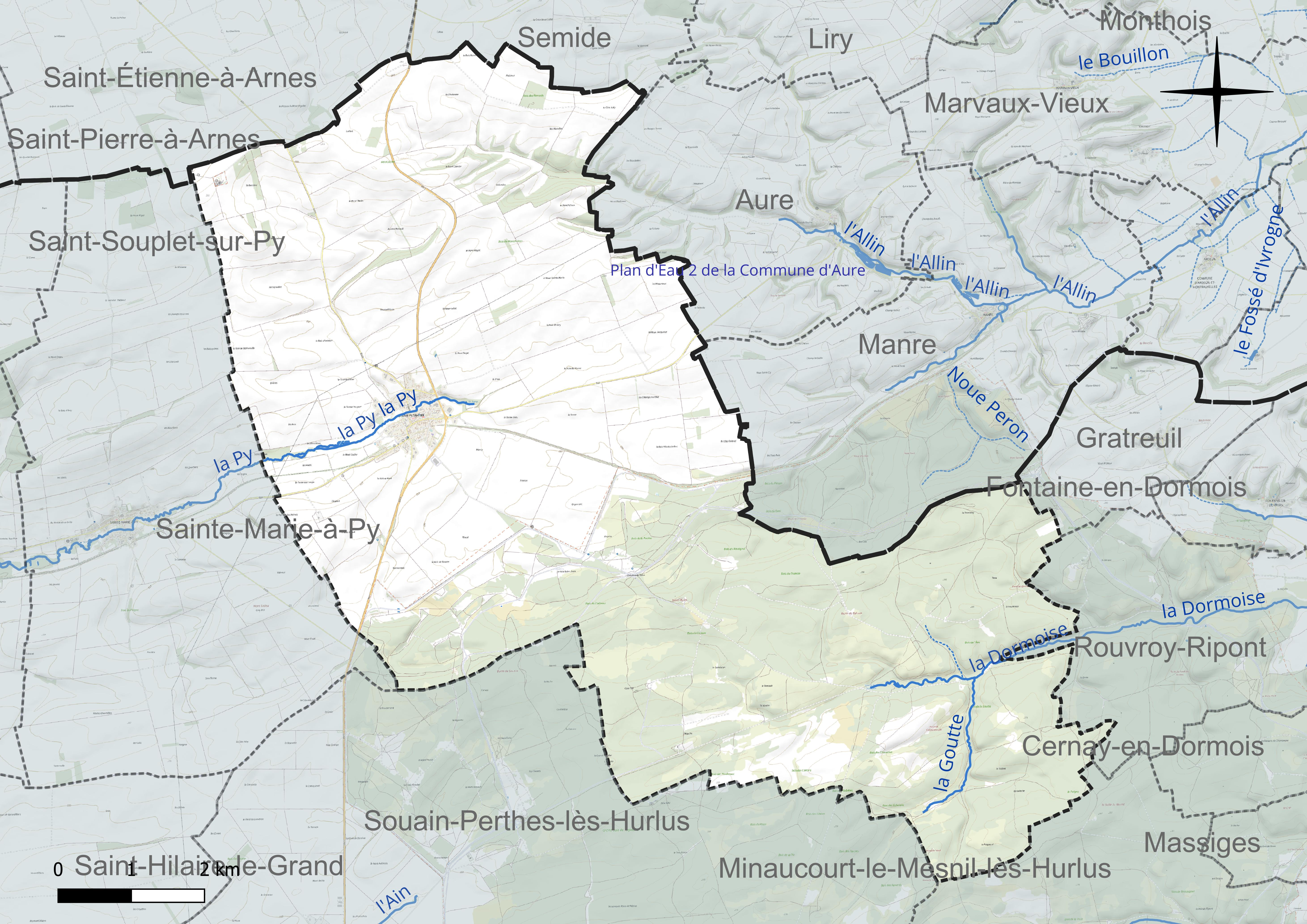
Réseau hydrographique de Sommepy-Tahure.

#### Gestion et qualité des eaux
Le territoire communal est couvert par le schéma d'aménagement et de gestion des eaux (SAGE) « Aisne Vesle Suippe ». Ce document de planification, dont le territoire s’étend sur 3 096 km2 répartis sur trois départements (Aisne, Marne et Ardennes) et deux régions (Champagne-Ardenne et Picardie), a été approuvé le 16 décembre 2013. La structure porteuse de l'élaboration et de la mise en œuvre est le Syndicat d’aménagement des bassins Aisne Vesle Suippe (SIABAVES).
La qualité des cours d’eau peut être consultée sur un site dédié géré par les agences de l’eau et l’Agence française pour la biodiversité.

### Climat
Pour des articles plus généraux, voir Climat du Grand Est et Climat de la Marne.
En 2010, le climat de la commune est de type climat océanique dégradé des plaines du Centre et du Nord, selon une étude du Centre national de la recherche scientifique s'appuyant sur une série de données couvrant la période 1971-2000. En 2020, Météo-France publie une typologie des climats de la France métropolitaine dans laquelle la commune est exposée à un climat océanique altéré et est dans la région climatique  Nord-est du bassin Parisien, caractérisée par un ensoleillement médiocre, une pluviométrie moyenne régulièrement répartie au cours de l’année et un hiver froid (3 °C).
Pour la période 1971-2000, la température annuelle moyenne est de 10,2 °C, avec une amplitude thermique annuelle de 15,8 °C. Le cumul annuel moyen de précipitations est de 787 mm, avec 12,2 jours de précipitations en janvier et 8,6 jours en juillet. Pour la période 1991-2020, la température moyenne annuelle observée sur la station météorologique installée sur la commune est de 10,9 °C et le cumul annuel moyen de précipitations est de 771,4 mm. 
La température maximale relevée sur cette station est de 41 °C, atteinte le 25 juillet 2019 ; la température minimale est de −16 °C, atteinte le 4 janvier 2004,,.
| Mois                                  | jan.          | fév.           | mars           | avril       | mai           | juin            | jui.        | août          | sep.          | oct.          | nov.             | déc.           | année    |
| ------------------------------------- | ------------- | -------------- | -------------- | ----------- | ------------- | --------------- | ----------- | ------------- | ------------- | ------------- | ---------------- | -------------- | -------- |
| Température minimale moyenne (°C)     | 0,5           | 0,5            | 2,3            | 4,2         | 7,9           | 10,8            | 12,6        | 12,5          | 9,5           | 7,3           | 3,9              | 1,5            | 6,1      |
| Température moyenne (°C)              | 3,3           | 4              | 7              | 10          | 13,8          | 16,8            | 19          | 18,8          | 15,2          | 11,5          | 6,9              | 4              | 10,9     |
| Température maximale moyenne (°C)     | 6             | 7,5            | 11,8           | 15,8        | 19,6          | 22,9            | 25,3        | 25,1          | 20,9          | 15,7          | 9,9              | 6,6            | 15,6     |
| Record de froid (°C) date du record   | −16 04.01.04  | −15,5 07.02.12 | −12,8 01.03.05 | −7 08.04.03 | −2 05.05.1996 | −1,6 04.06.1991 | 3 31.07.15  | 2 26.08.18    | −0,1 30.09.18 | −4,5 24.10.03 | −12,7 24.11.1998 | −14,5 20.12.09 | −16 2004 |
| Record de chaleur (°C) date du record | 16 05.01.1999 | 21 27.02.19    | 22,9 30.03.17  | 29 20.04.18 | 33 28.05.17   | 36 28.06.11     | 41 25.07.19 | 38,6 12.08.03 | 34,7 16.09.20 | 26,7 13.10.18 | 21,1 08.11.15    | 16,5 17.12.15  | 41 2019  |
| Précipitations (mm)                   | 65,7          | 58,4           | 57,8           | 52,3        | 66,8          | 62,6            | 65,3        | 66,8          | 57,5          | 65,9          | 67,1             | 85,2           | 771,4    |

| Diagramme climatique                                  |            |             |             |             |              |              |              |             |             |            |            |
| J                                                     | F          | M           | A           | M           | J            | J            | A            | S           | O           | N          | D          |
| 60,565,7                                              | 7,50,558,4 | 11,82,357,8 | 15,84,252,3 | 19,67,966,8 | 22,910,862,6 | 25,312,665,3 | 25,112,566,8 | 20,99,557,5 | 15,77,365,9 | 9,93,967,1 | 6,61,585,2 |
| Moyennes : • Temp. maxi et mini °C • Précipitation mm |            |             |             |             |              |              |              |             |             |            |            |

Les paramètres climatiques de la commune ont été estimés pour le milieu du siècle (2041-2070) selon différents scénarios d'émission de gaz à effet de serre à partir des nouvelles projections climatiques de référence DRIAS-2020. Ils sont consultables sur un site dédié publié par Météo-France en novembre 2022.

## Urbanisme

### Typologie
Au 1er janvier 2024, Sommepy-Tahure est catégorisée commune rurale à habitat dispersé, selon la nouvelle grille communale de densité à sept niveaux définie par l'Insee en 2022.
Elle est située hors unité urbaine et hors attraction des villes,.

### Occupation des sols
L'occupation des sols de la commune, telle qu'elle ressort de la base de données européenne d’occupation biophysique des sols Corine Land Cover (CLC), est marquée par l'importance des territoires agricoles (53,7 % en 2018), une proportion sensiblement équivalente à celle de 1990 (53,3 %). La répartition détaillée en 2018 est la suivante : 
terres arables (53,3 %), milieux à végétation arbustive et/ou herbacée (25,7 %), forêts (19,7 %), zones urbanisées (0,9 %), zones agricoles hétérogènes (0,4 %). L'évolution de l’occupation des sols de la commune et de ses infrastructures peut être observée sur les différentes représentations cartographiques du territoire : la carte de Cassini (XVIIIe siècle), la carte d'état-major (1820-1866) et les cartes ou photos aériennes de l'IGN pour la période actuelle (1950 à aujourd'hui).

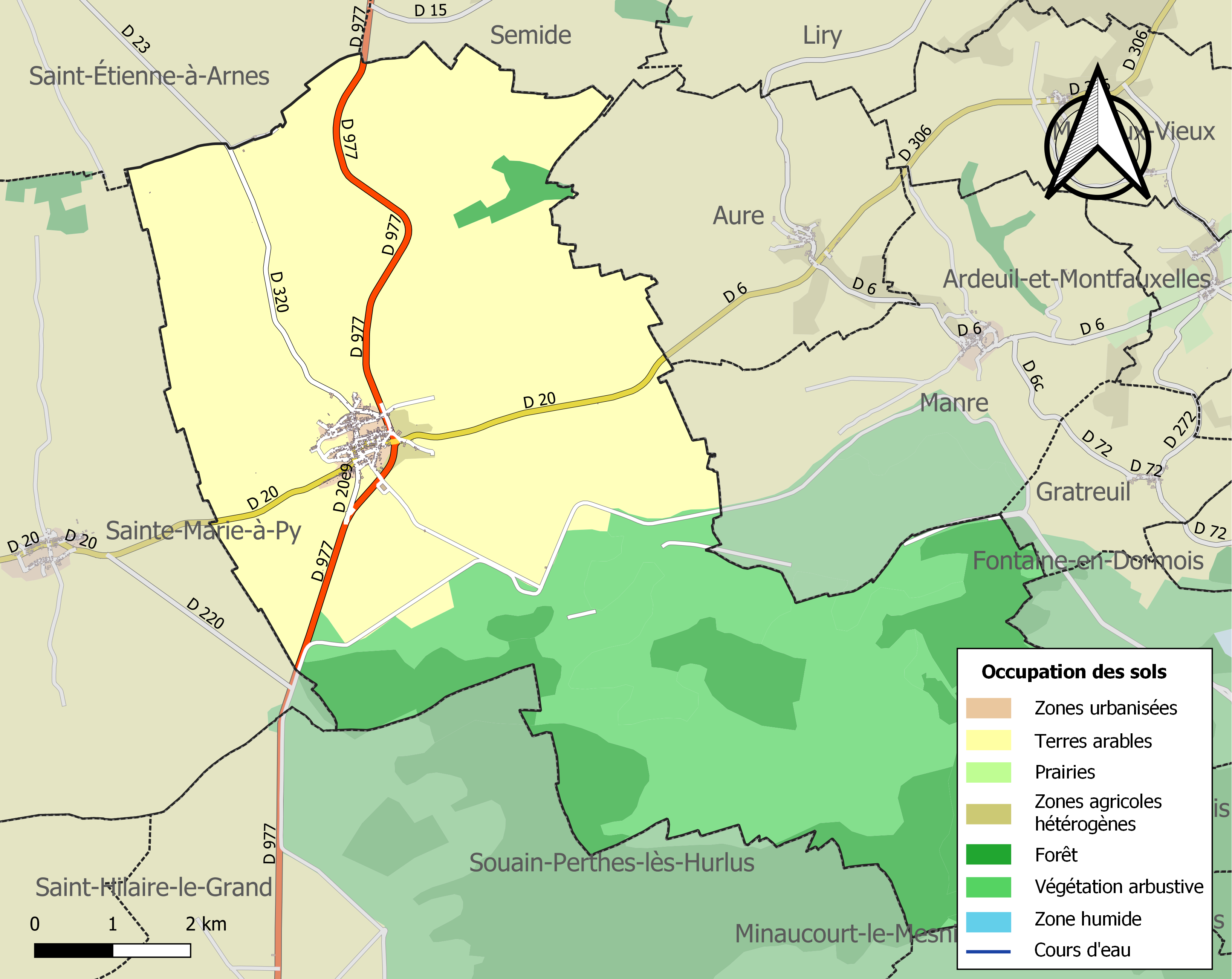
Carte des infrastructures et de l'occupation des sols de la commune en 2018 (CLC).

### Voies de communication et transports

#### Voies routières
Deux routes départementales traversent le territoire de la commune :
- la D 977, portion de l'ancienne route nationale 77 dans son parcours dans le département de la Marne, qui traverse la commune du nord au sud et relie Sedan (à 80 km au nord) à Châlons-en-Champagne (à 38 km au sud) ;
- la D 20, qui traverse la commune d'est en ouest et relie Aure (à 7 km au nord-est) à Sainte-Marie-à-Py (à 5 km à l'ouest).

De même, la D 320, qui a pour origine Sommepy-Tahure, permet d'accéder Saint-Étienne-à-Arnes (à 9,5 km au nord-ouest).
En outre, la commune est accessible par l'autoroute A4 (sortie no 28, Saint-Étienne-au-Temple), à 28 km au sud de la commune par la D 977.

#### Transport en commun
Traversée par la ligne de Bazancourt à Challerange, le bourg de Sommepy disposait d'une gare jusqu'en 1938, date de la fermeture de la ligne au service des voyageurs.

## Toponymie
Le nom de la commune actuelle est la combinaison des noms des deux anciennes communes, Sommepy et Tahure, qui ont fusionné en 1950.

### Sommepy
Le nom de la localité est attesté sous les formes Pis ou Pidis (commencement du XIe siècle) ; Summopi (1084) ; Summepi (1176) ; Somepi (1200) ; Summa Pynus, Summa Pinus (1222) ; Summepin (vers 1222) ; Somepin (1229) ; Soumepy (1241) ; Sonme-Py, Somepy, Soumepin (vers 1252) ; Sommepi (1263) ; Sonmepin (vers 1300) ; Sommepin (1334) ; Summa Pignus (XIVe siècle) ; Sonpy (1556) ; Sompy (1601) ; Somme-Py (1860).

Dans la toponymie locale, les lieux appelés somme désignent une « source », pour Sommepy, « source de la Py ». Le nom latin Soman Pynus signifie « La source de la Py »,. La Py est une rivière de Champagne qui prend sa source à Sommepy et se jette dans la Suippe près de Saint-Martin-l'Heureux et qui coule dans le département de la Marne.
Lors de son passage au village le 18 juillet 1592, Henri IV écrit à son cousin et parle du village en utilisant le nom Souppy. Aux XVIIe et XVIIIe siècles, le nom du village s’orthographiait Sompy sur une carte de Cassini. Au XIXe siècle, les termes Somme-Py et SommePy sont utilisés dans des textes officiels. En particulier, ce nom apparait sur les fiches des soldats français morts pour la France durant la 1ère guerre mondiale. [Lesquels ?].

### Tahure
Le nom de la localité est attesté sous les formes Tahur (XIIe siècle) ; Villa que dicitur Tahure (1252) ; Tahura (1303-1312).

Vers 1750, le nom du village s’orthographiait Tahure  sur une carte de Cassini.

## Histoire

### Antiquité
Des fouilles effectuées sur le territoire communal témoignent de l'occupation du site à l'Antiquité. Ces fouilles ont permis de mettre au jour : un cimetière gaulois au lieu-dit du Blanc Mont et des pièces de monnaie romaines découvertes au Champ Blaud.

### Moyen Âge
Le village de Sommepy est nommé pour la première fois en 1126[réf. nécessaire] et fait partie des terres des comtes de Grandpré ; il y est aussi fait mention de fours banaux, de moulins.

### Époque moderne
En 1556, la seigneurie de Sommepy appartient à Louis Jouvenel de Ursins. Puis, elle devient une baronnie qui appartient aux Loménie de Brienne.
En 1650, au cours de la Fronde, Turenne livre à Sommepy, au lieu-dit le Blanc Mont, une bataille (plus connue sous le nom de bataille de Rethel), contre les frondeurs et leurs alliés espagnols. Les combats y prennent fin le 15 décembre 1650, Turenne battu s’enfuit vers Bar-le-Duc. Plus de 1 500 cadavres restent pendant deux mois sur le champ de bataille de Sompy.
Dans l'Ancien Régime, la paroisse de Sommepy est rattachée au diocèse de Reims et au doyenné de Bétheniville. Celle de Tahure  était aussi rattachée au diocèse de Reims mais au doyenné de Cernay-en-Dormois. Par ailleurs, Sommepy fait partie de l'élection de Rethel et de la coutume de Vitry. Quant à Tahure, il suivait aussi la coutume de Reims et de Vitry mais relevait de l'élection de Sainte-Menehould.

### Époque contemporaine
L'église paroissiale Sainte-Croix de Sommepy fut détruite pendant la Première Guerre mondiale, il n'en reste que la table d'autel et des fragments de sculptures qui furent réemployés pour la reconstruction de l'église de Sommepy-Tahure.

#### La Ferme de Médéah
Cette ferme n'existe plus aujourd'hui, elle a été entièrement rasée en octobre 1918. Ce lieu-dit se trouvait en lisière nord du territoire de Sommepy (Marne), à la limite du département des Ardennes,,.
Le village Tahure est entièrement détruit pendant la guerre à l'exception d'un mur encore en place dans le périmètre du camp militaire de Suippes ainsi que les villages de :
- Ripont (rattaché à Rouvroy) ;
- la ferme de Beauséjour ;
- le Mesnil-lès-Hurlus (rattaché à Minaucourt) ;
- Perthes-lès-Hurlus (rattaché à Souain).

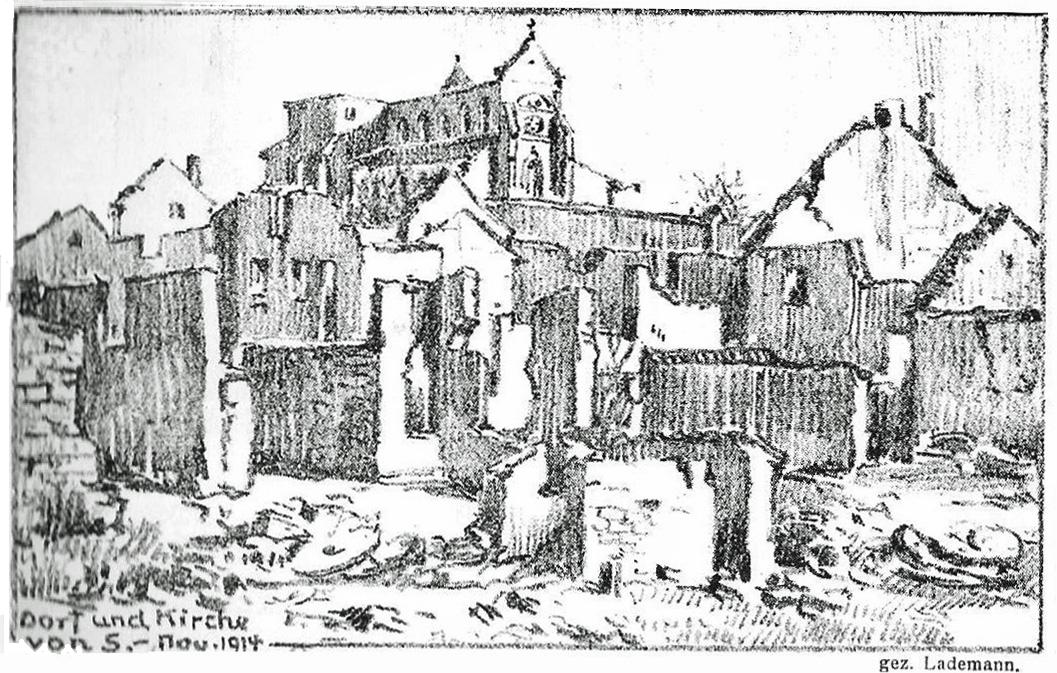
Destruction de Sommepy pendant la guerre, carte allemande.
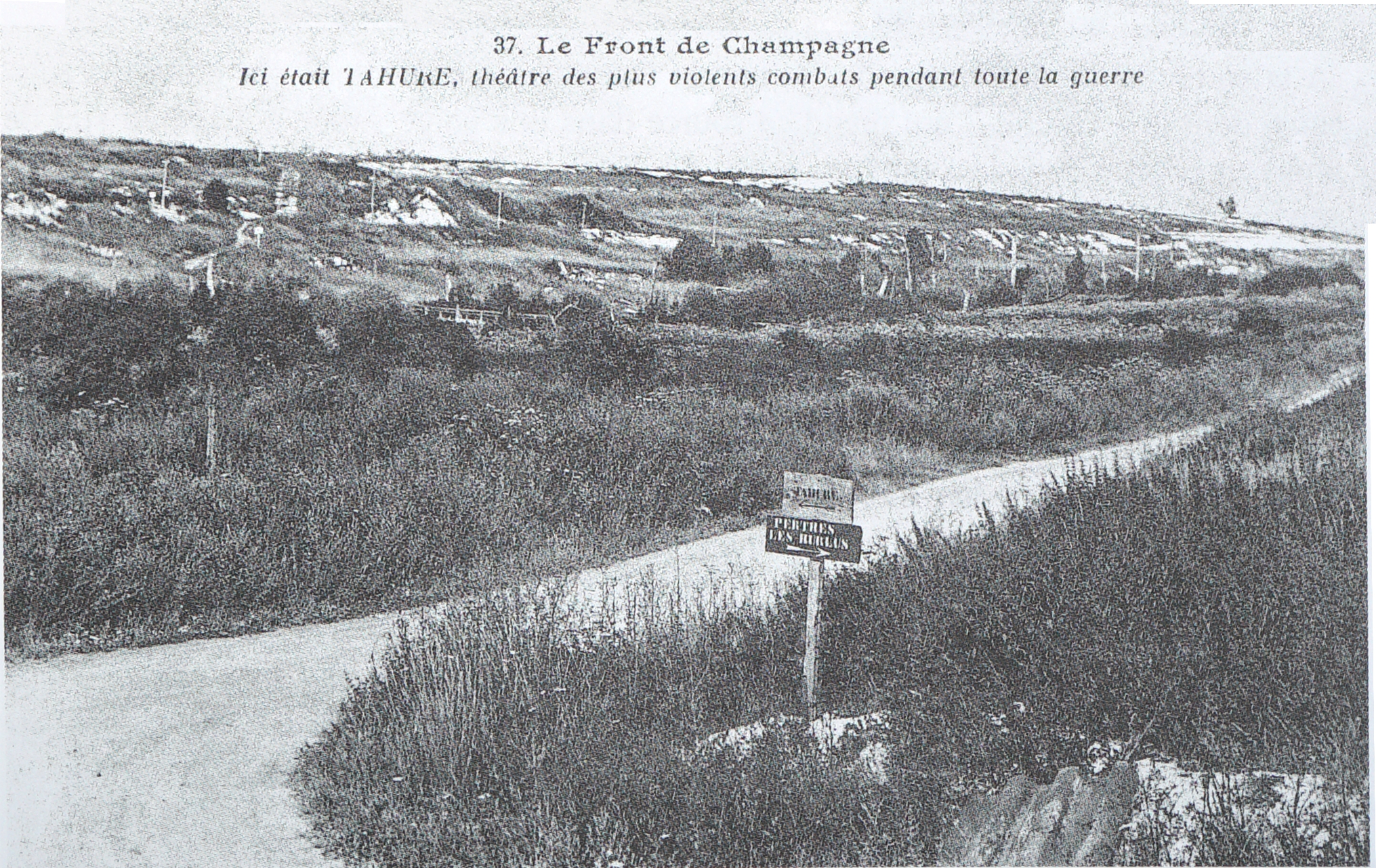
Vue de Tahure pendant la guerre.

Par le décret du 14 juin 1950, le nom de Tahure est rattaché au nom de Sommepy pour spécifier la jointure des noms des deux villages et former ainsi le nouveau nom de la commune : Sommepy-Tahure, à partir 17 juin 1950.
De 1954 à 1998, la station hertzienne de l'Armée de l'air de Sommepy-Tahure 19.801 a exercé ses activités de télécommunications militaires.

## Politique et administration
Par décret du 29 mars 2017, l'arrondissement de Sainte-Menehould est supprimée et la commune est intégrée le 31 mars 2017 à l'arrondissement de Châlons-en-Champagne.

### Vie politique locale
Le nombre d'habitants de la commune étant compris entre 500 et 1 499, le nombre de membres du conseil municipal est de quinze.

### Rattachement cantonal et administratif
La commune est rattachée administrativement à l’arrondissement de Sainte-Menehould.
Elle dépendait du canton de Ville-sur-Tourbe et, dans le cadre du redécoupage cantonal de 2014 en France, la commune fait désormais partie du  et au canton d'Argonne Suippe et Vesle.
Elle fait partie de la quatrième circonscription de la Marne.

### Intercommunalité
La commune, antérieurement membre de la communauté de communes de la Région de Suippes, est membre depuis le 1er janvier 2014 de la communauté de communes de Suippe et Vesle.
En effet, conformément aux prévisions du schéma départemental de coopération intercommunale (SDCI) de la Marne du 15 décembre 2011,, les communautés de communes CC de la région de Suippes et CC des sources de la Vesle ont fusionné le 1er janvier 2014 afin de former la nouvelle communauté de communes de Suippe et Vesle.

### Liste des maires
| Période | Période                       | Identité                  | Étiquette   | Qualité |
| ------- | ----------------------------- | ------------------------- | ----------- | --- |
|         |                               | Nicolas Godin             |             | Période révolutionnaire |
| 1807    |                               | Pierre Varenne Dommange   |             | |
| 1814    |                               | Jean Damien Petit         |             | |
| 1843    | 1847                          | Pierre Lambert Lepagnol   |             | |
| 1847    | 1849                          | Jean Nicolas Guyot        |             | |
| 1849    | 1860                          | Christophe Isidore Aubert |             | |
| 1860    | 1863                          | Jean Nicolas Guyot        |             | |
| 1863    | 1876                          | Pierre Louis Petit        |             | |
| 1876    | 1880                          | Martin Severin Varenne    |             | |
| 1880    | 1884                          | Pierre Louis Petit        |             | |
| 1884    | 1888                          | Jean Gaillet              |             | |
| 1888    | 1892                          | Jean Remi Leclère         |             | |
| 1892    | 1902                          | Ernest Martin Varenne     |             | |
| 1902    | 1903                          | Constant Edmond Pérard    |             | |
| 1903    | 1910                          | Ernest Martin Varenne     |             | |
| 1910    | 1914                          | Edmond Nicolas Thiébault  |             | |
| 1914    | 1918                          | Occupation Allemande      |             | |
| 1919    |                               | Jules Guyot Beguin        |             | Agent local faisant office de maire |
| 1920    |                               | Edmond Nicolas Thiébault  |             | |
| 1920    | 1924                          | Ernest Martin Varenne     |             | |
| 1924    | 1929                          | Georges Lesage Gaillet    |             | |
| 1929    | 1944                          | Gaston Pérard             |             | |
| 1944    | 1973                          | Robert Soudant            | MRP puis CD | Agriculteur Conseiller général de Ville-sur-Tourbe (1945 → 1976) Sénateur de la Marne (1959 → 1974) Président du conseil général de la Marne (1964 → 1972) |
| 1973    | 1995                          | Bernard Soudant           |             | |
| 1995    | 2008                          | Marie Josèphe Guyot       |             | |
| 2008    | mars 2014                     | Marie Ange Gangand        |             | |
| 2014    | En cours (au 2 décembre 2020) | Olivier Soudant           |             | Vice-président de la CC de la Région de Suippes (2020 → ) Réélu pour le mandat 2020-2026                                                                   |

### Jumelages

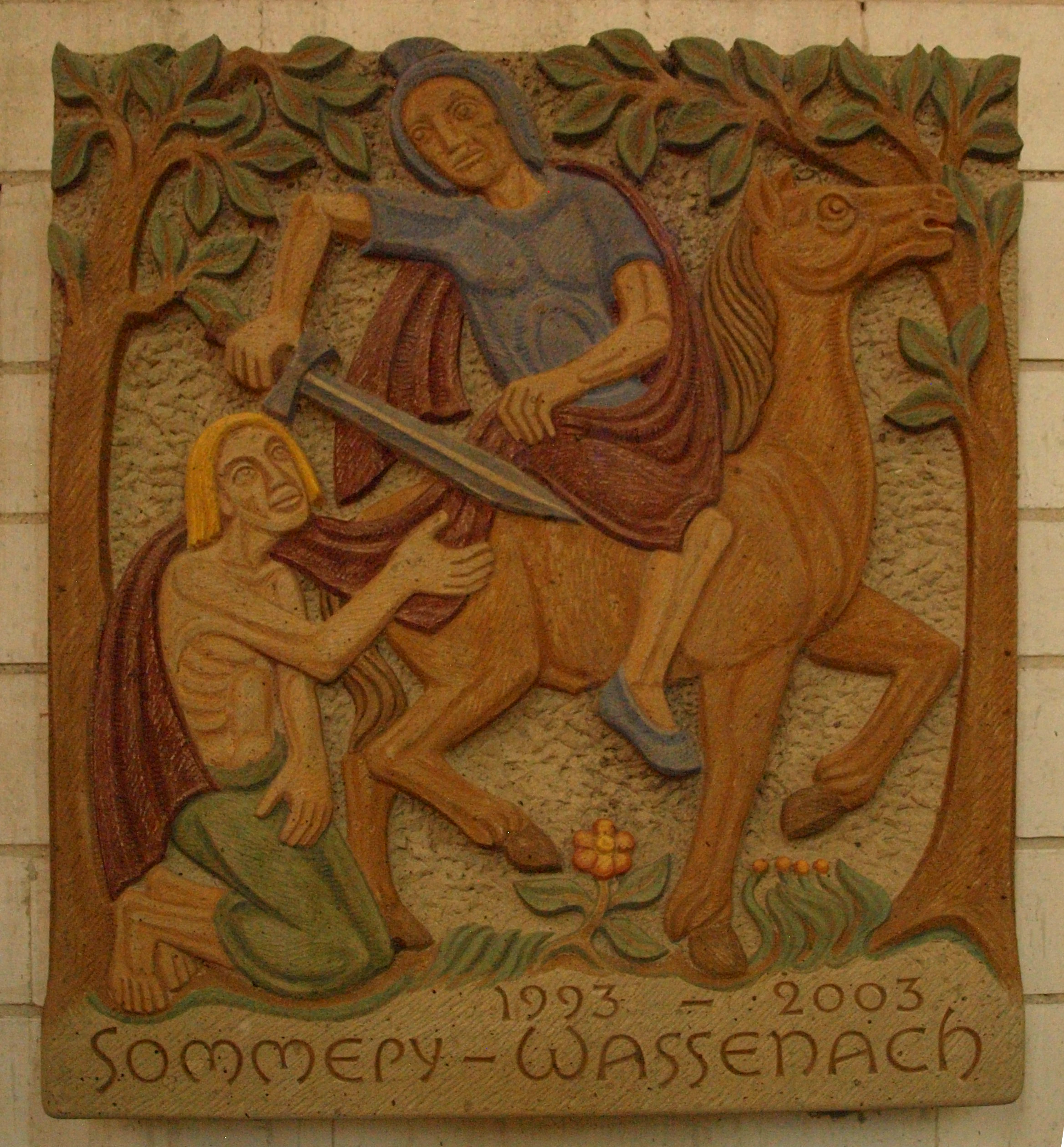
Bas-relief commémorant le jumelage avec Wassenach, dans l'église de Sommepy-Tahure.

La commune est jumelée avec  Wassenach (Allemagne) depuis 1993,.

### Comptes de la commune
En 2013, la commune disposait d’un budget de 465 000 € dont 347 000 € de fonctionnement et 118 000 € d’investissement, financés à 19,84 % par les impôts locaux avec des taux d’imposition fixés à 8,27 % pour la taxe d'habitation et 6,87 % et 5,80 % pour la taxe foncière sur le bâti et le non-bâti. Cette même année, la dette cumulée de la commune s’élevait à 234 000 €.

### Services publics
La sécurité de la commune est assurée par la brigade de brigade de proximité de gendarmerie de Suippes.
Sommepy-Tahure dispose d’une agence postale.

## Population et société

### Démographie
L'évolution du nombre d'habitants est connue à travers les recensements de la population effectués dans la commune depuis 1793. Pour les communes de moins de 10 000 habitants, une enquête de recensement portant sur toute la population est réalisée tous les cinq ans, les populations de référence des années intermédiaires étant quant à elles estimées par interpolation ou extrapolation. Pour la commune, le premier recensement exhaustif entrant dans le cadre du nouveau dispositif a été réalisé en 2005.

En 2022, la commune comptait 656 habitants, en évolution de +4,79 % par rapport à 2016 (Marne : −1,19 %, France hors Mayotte : +2,11 %).
| 1793  | 1800  | 1806  | 1821  | 1831  | 1836  | 1841  | 1846  | 1851  |
| ----- | ----- | ----- | ----- | ----- | ----- | ----- | ----- | ----- |
| 1 206 | 1 392 | 1 325 | 1 330 | 1 455 | 1 423 | 1 460 | 1 437 | 1 410 |

| 1856  | 1861  | 1866  | 1872  | 1876 | 1881 | 1886 | 1891 | 1896 |
| ----- | ----- | ----- | ----- | ---- | ---- | ---- | ---- | ---- |
| 1 261 | 1 130 | 1 103 | 1 000 | 926  | 889  | 996  | 840  | 820  |

| 1901 | 1906 | 1911 | 1921 | 1926 | 1931 | 1936 | 1946 | 1954 |
| ---- | ---- | ---- | ---- | ---- | ---- | ---- | ---- | ---- |
| 836  | 831  | 812  | 622  | 589  | 672  | 608  | 599  | 600  |

| 1962 | 1968 | 1975 | 1982 | 1990 | 1999 | 2005 | 2006 | 2010 |
| ---- | ---- | ---- | ---- | ---- | ---- | ---- | ---- | ---- |
| 588  | 565  | 553  | 520  | 537  | 539  | 601  | 609  | 618  |

| 2015 | 2020 | 2022 | - | - | - | - | - | - |
| ---- | ---- | ---- | - | - | - | - | - | - |
| 632  | 646  | 656  | - | - | - | - | - | - |

Majoritairement, les habitants de la commune sont des familles de militaires dû à la présence des camps militaires de Suippes et Mourmelon.

### Enseignement

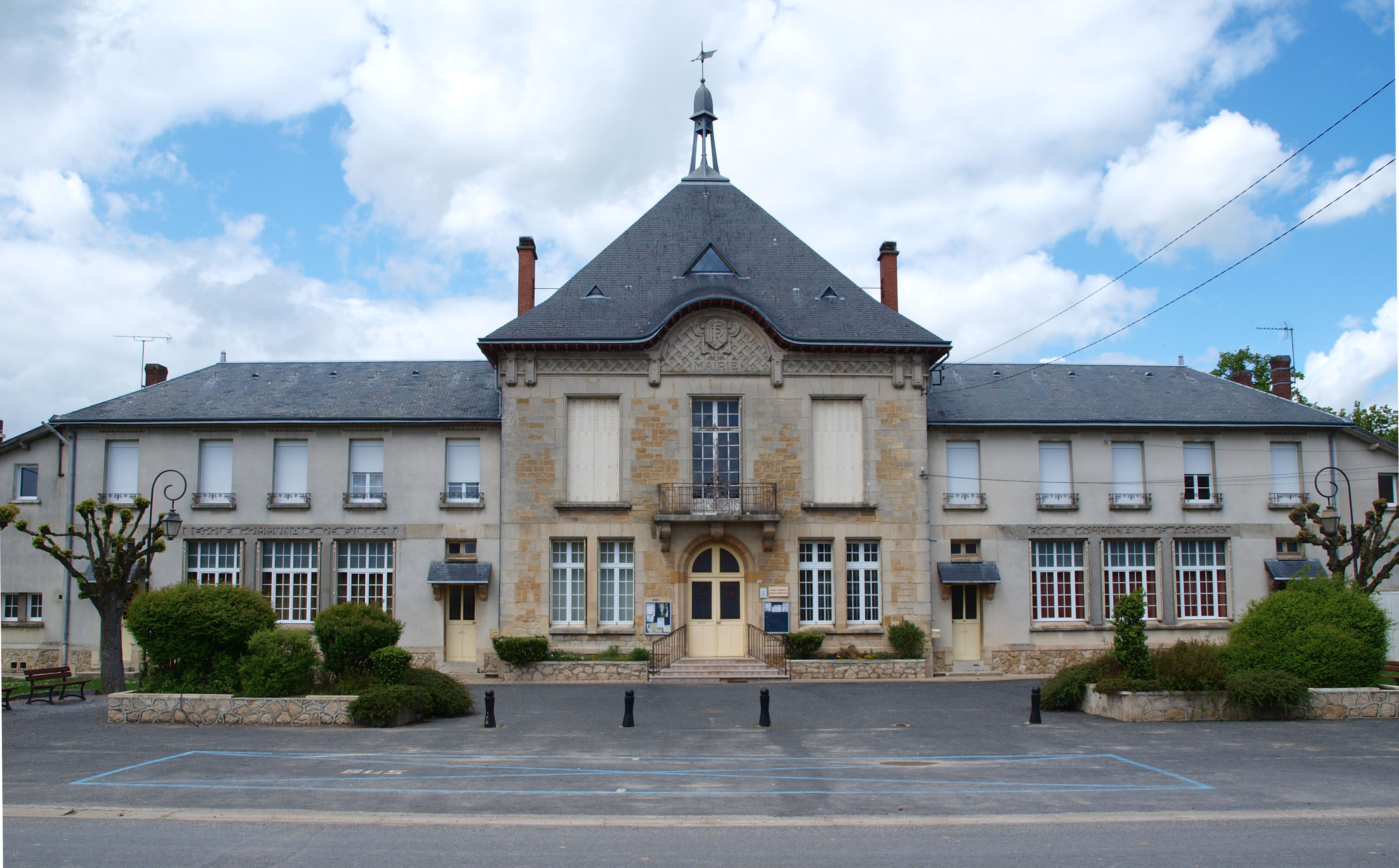
La mairie-école de Sommepy-Tahure.

Sommepy-Tahure est située dans l'académie de Reims. La commune fait partie du regroupement pédagogique Sommepy-Tahure – Sainte-Marie-à-Py – Saint-Souplet-sur-Py, la ville administre une école primaire publique. Le collège de secteur est le collège Louis-Pasteur de Suippes.

### Manifestations culturelles et festivités
Depuis 1984, Sommepy-Tahure accueille tous les quatre ans la Fête du mouton. Cette manifestation festive a pour thème principal l'élevage du mouton, mais aussi la gastronomie, le patrimoine rural et agricole de la région et l'environnement,.
En 2015, une douzaine d'associations participaient à l’animation culturelle de la commune.

### Lieux de cultes

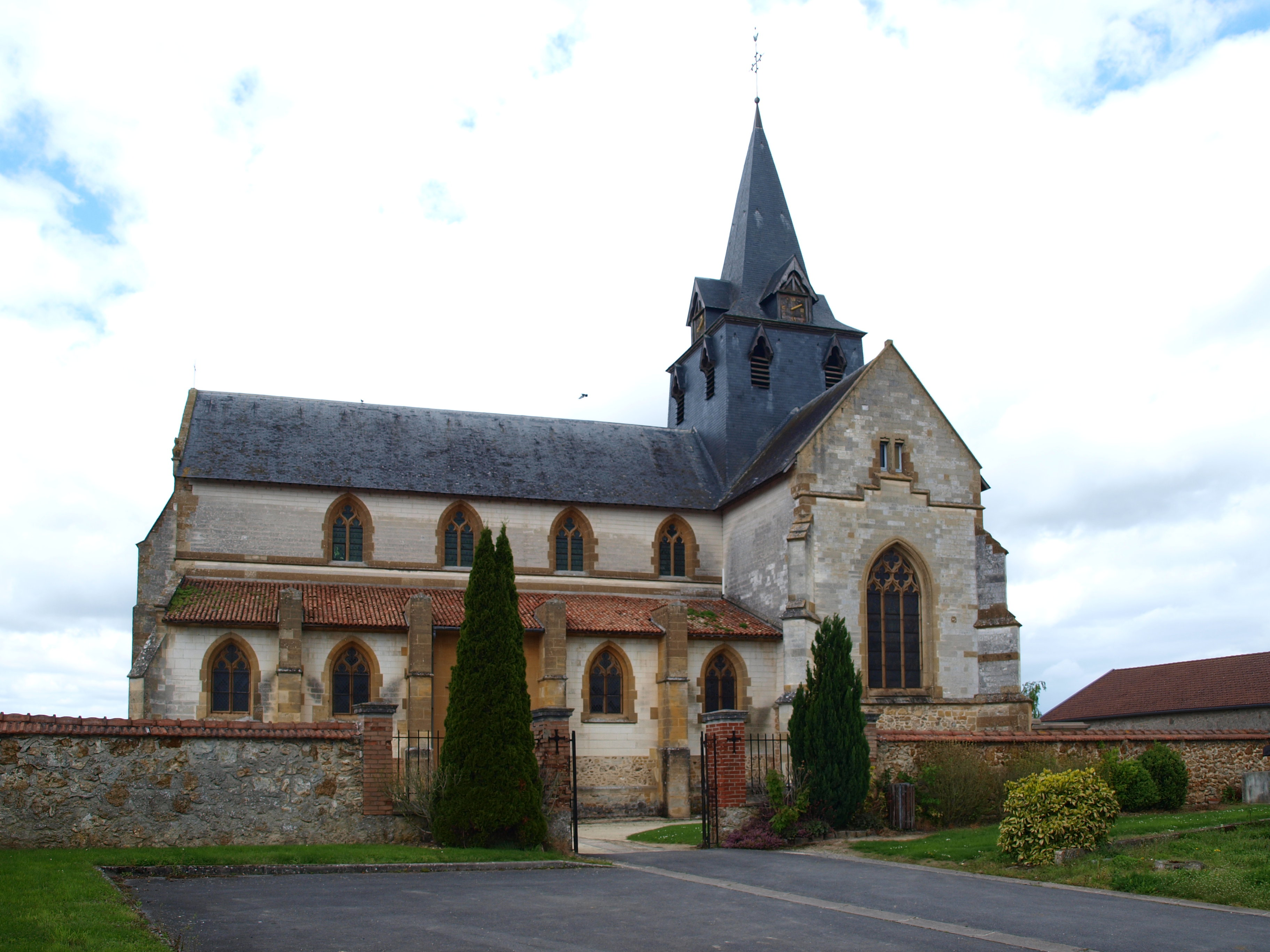
L'église Saint-Martin de Sommepy-Tahure.

Le territoire de la commune de Sommepy-Tahure fait partie de la paroisse catholique « Sainte Edith Stein de la Suippe » dans le secteur paroissial de « Champagne Périphérie Châlons » du diocèse de Châlons-en-Champagne. Le lieu de culte est l'église Saint-Martin de Sommepy-Tahure.

## Économie
La commune dispose d'une boulangerie, d'un restaurant, d'une auto-école ainsi qu'une brasserie de bière intra-muros. Il y a également une épicerie multiservices (l'Épicerie de la Py sous enseigne Proxi).
Extra-muros, l'usine de conditionnement d’œufs Sodine est située à l'est de village près de la route D 977.

## Culture locale et patrimoine

### Lieux et monuments

#### Monuments historiques
L'église Saint-Martin est construite aux XVe et XVIe siècles, puis remaniée au XIXe siècle. Incendiée le 2 septembre 1914 puis bombardée le 25 septembre 1915, elle est reconstruite durant les années 1920 et réouverte le 14 février 1931. L'église avait été classée au titre des monuments historiques en 1862.

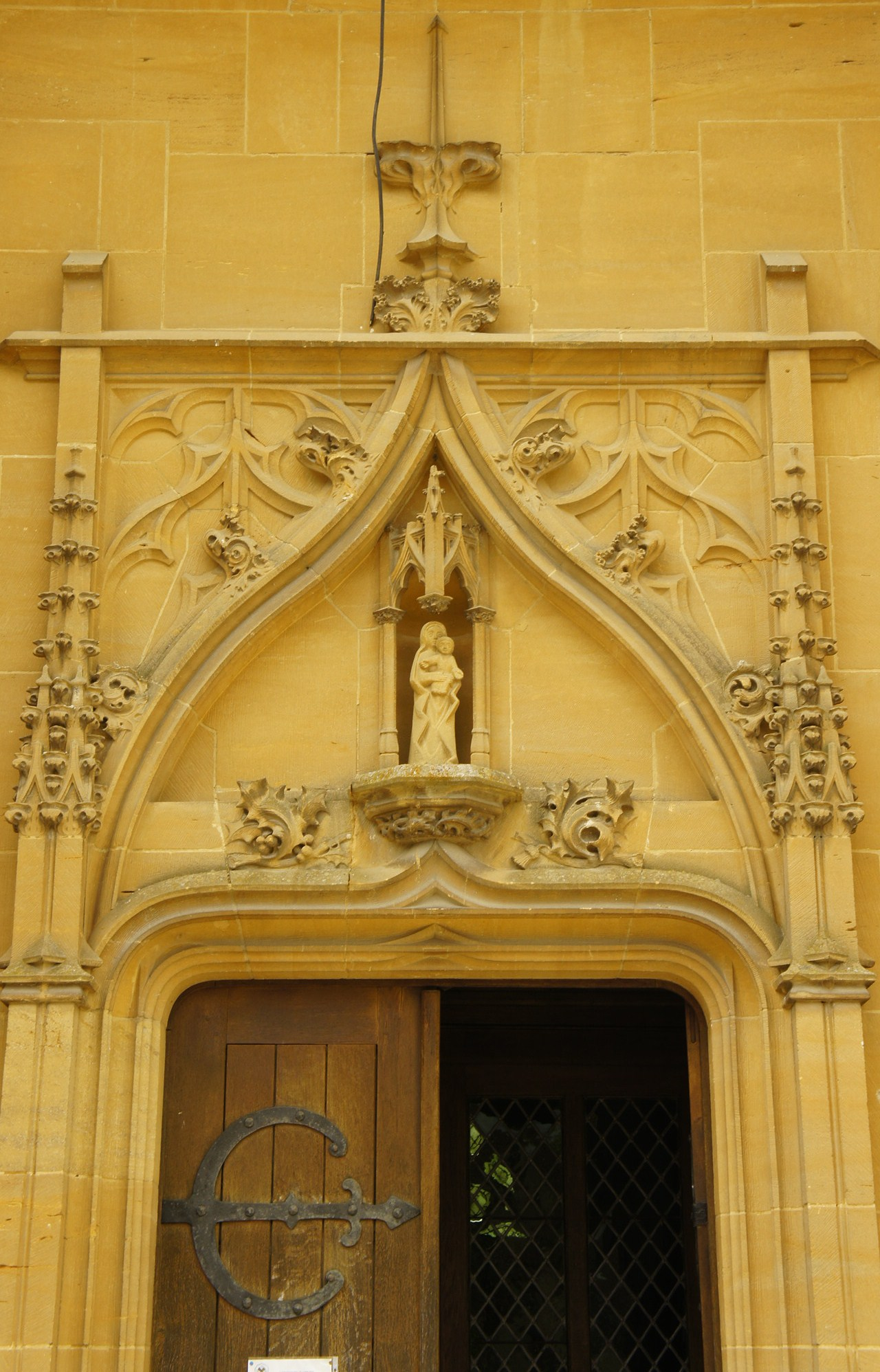
Portail sud de l'église.
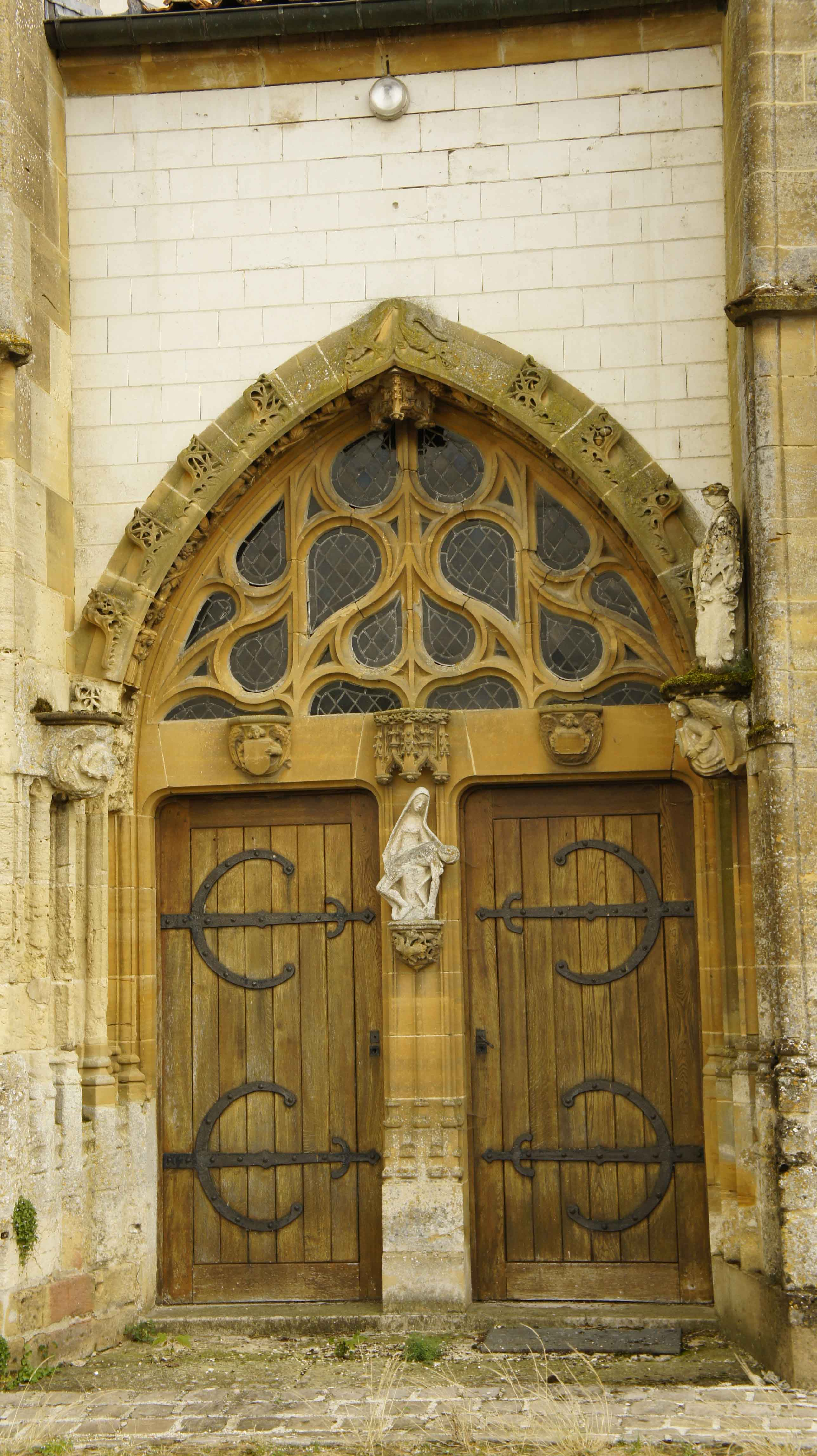
Portail nord de l'église.
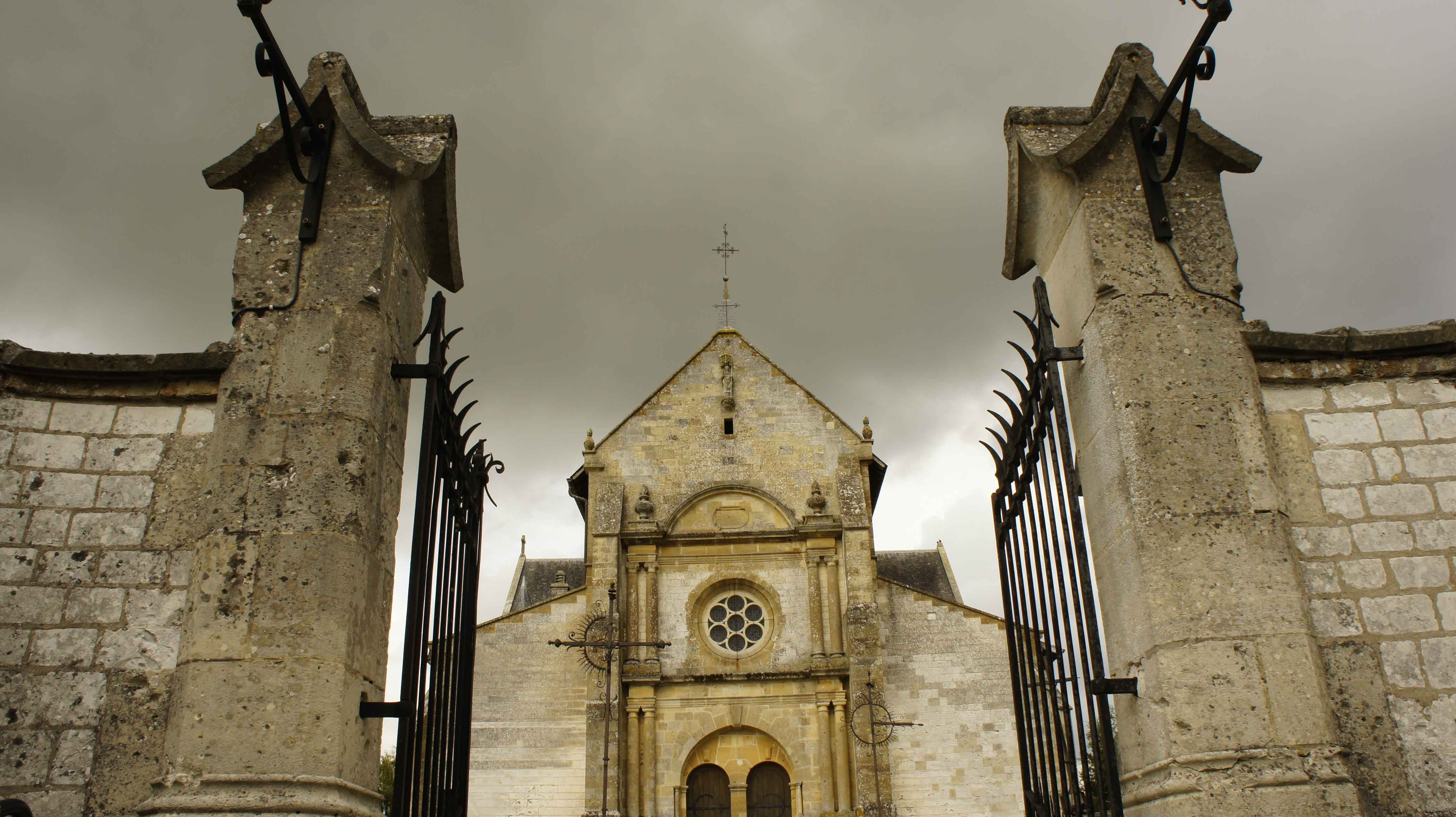
Entrée du cimetière et portail ouest.

Le calvaire du Bois de Vignon est classé au titre des monuments historiques le 12 juin 1922.

#### Monuments commémoratifs de la Première Guerre mondiale
Sommepy-Tahure fait partie de ces villages qui ont été ravagés par les deux guerres mondiales. En effet, Sommepy-Tahure est entourée de deux stèles dont l'une est dédiée aux  171e et 174e R.I..

##### La nécropole nationale de Sommepy-Tahure

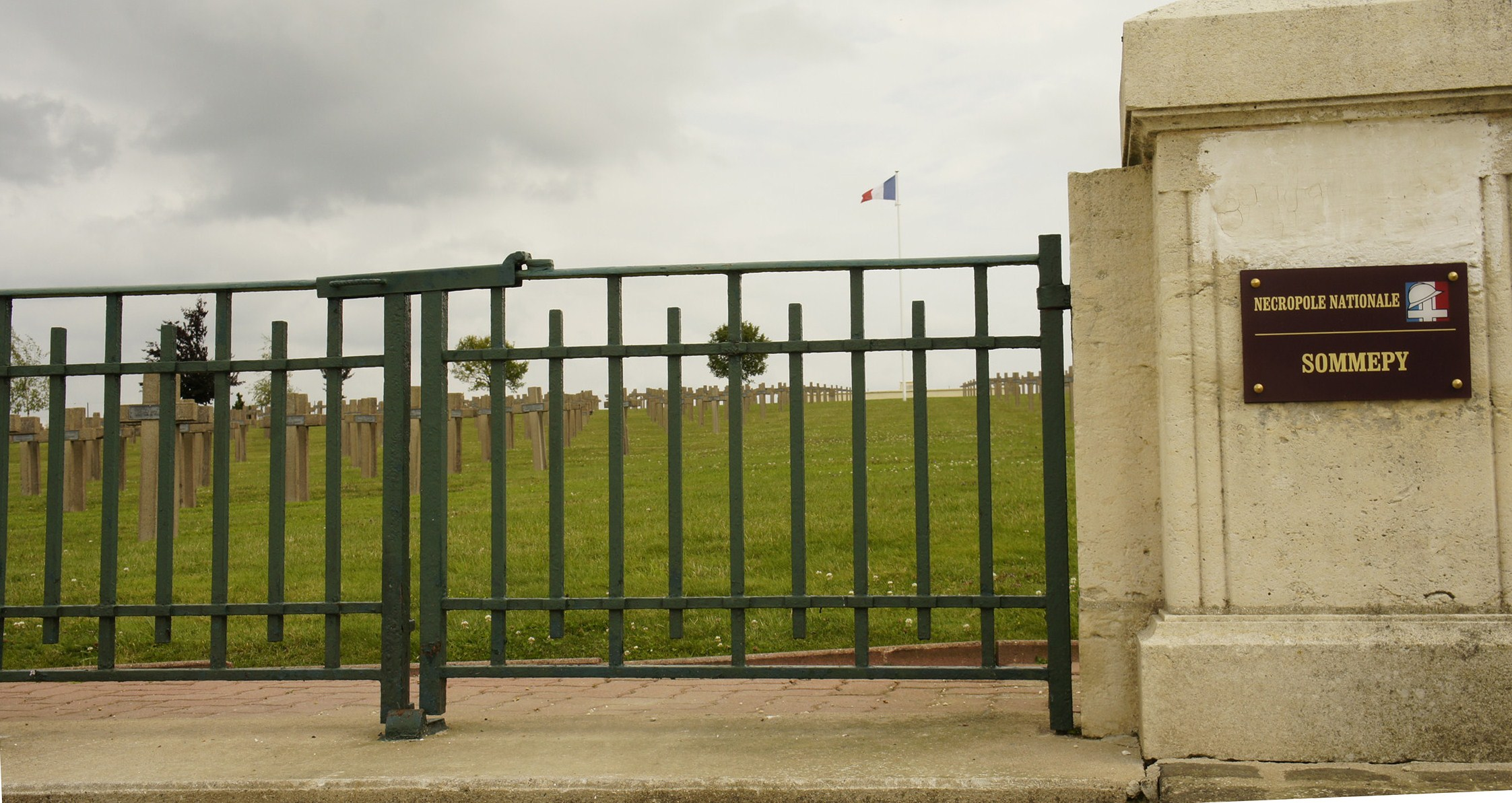
Entrée de la nécropole nationale sur le terrain de la commune.

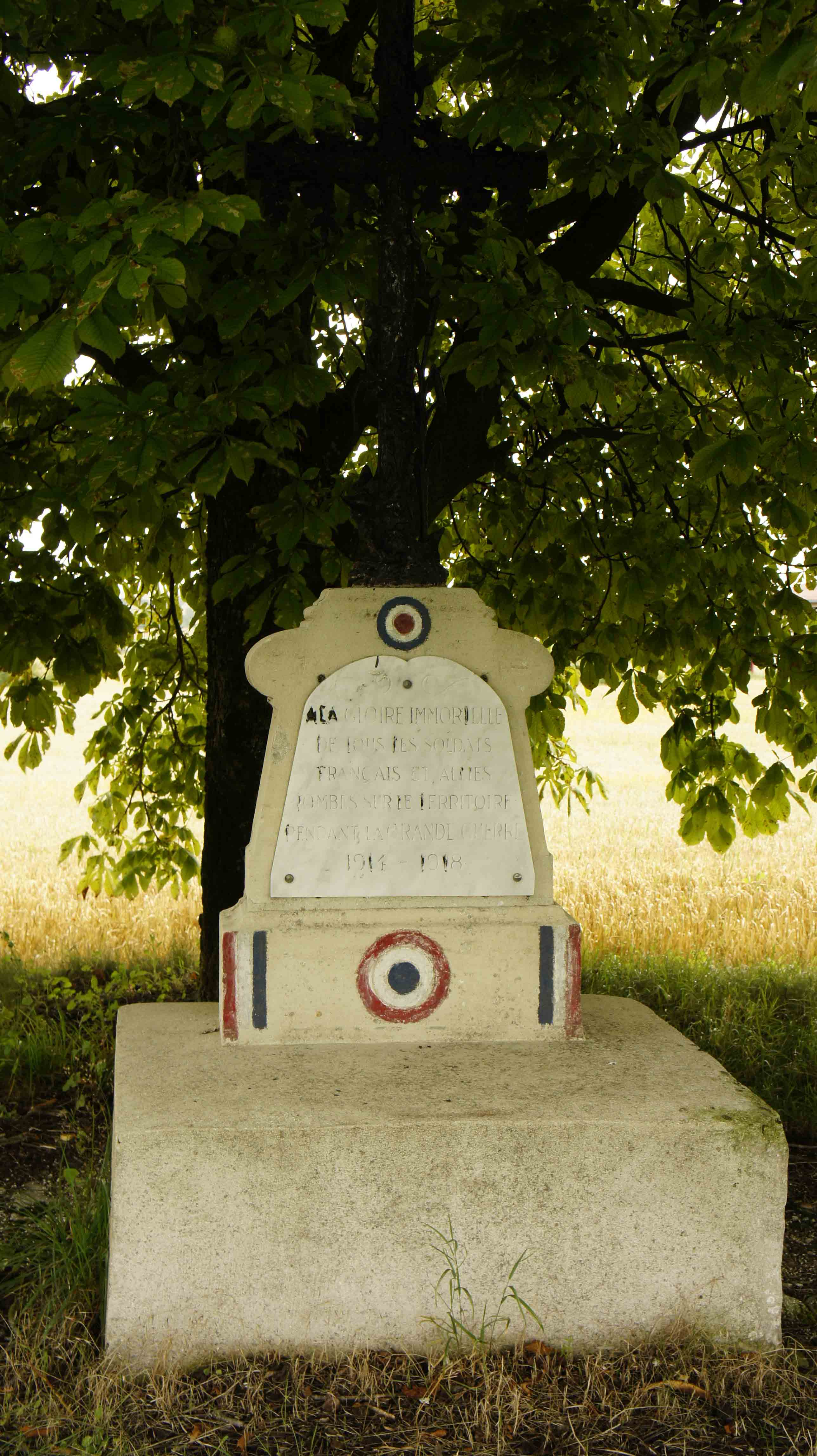
Monument à la sortie du village en hommage aux morts de la Première Guerre mondiale.

Ce cimetière militaire fut construit en 1925. Il regroupe les dépouilles de soldats français et classée à l'inventaire général.

##### Le monument américain du Blanc Mont
Il est situé à 5 km au nord du village de Sommepy-Tahure, il a été construit sur le Blanc Mont, point culminant des collines de Champagne (210 m) à la limite du département des Ardennes.
La tour carrée, haute de 20 m, construite en pierre jaune dite « cruchot » provenant de Saône-et-Loire, domine le plateau, est entourée de sapins. Au sommet, on découvre l’intérêt stratégique de ce lieu.
L’ensemble du lieu de 4,50 ha, a été concédé aux États-Unis. Quelques marches conduisent sur une plateforme de 330 m2 entourée de 800 rosiers rouges. Soixante-dix-sept marches conduisent au sommet. Par temps clair, le panorama permet d’apercevoir le fort de Douaumont et le massif de l’Argonne à l’est, les villages ardennais au nord et les deux camps de Suippes et Mourmelon.

##### MonumentAux morts des Armées de Champagne
Le monument Aux Morts des Armées de Champagne appelé également ossuaire de Navarin. Il est situé sur la D 977 entre Sommepy-Tahure et Souain-Perthes-lès-Hurlus, au lieu-dit -« la ferme de Navarin », sur le territoire de la commune de Sainte-Marie-à-Py.

#### Les villages détruits
Aux environs de  Sommepy, il reste quelques ruines des villages détruits pendant la guerre de 1914-1918 : Hurlus, Le Mesnil-lès-Hurlus, Perthes-lès-Hurlus, Ripont, Souain (village reconstruit) et Tahure ; qui se trouvent actuellement dans le périmètre du camp militaire de Suippes. L'armée ouvre le camp au public une fois par an et il est donc possible de visiter les ruines.

#### Le château de Sommepy
Le château de Sommepy se situait proche du lieu-dit Orgemont. Il a été détruit avec le reste du village pendant la guerre 1914-1918 mais il subsiste aujourd'hui son portail d'entrée en pierre, situé au bord d'une aire de repos de la départementale 977.

#### Autres édifices
La mairie, construite en 1912, détruite par la guerre était de l'architecte Armand Begue, elle fut reconstruite sur les mêmes plans en 1925, elle est classée à l'inventaire générale.

### Équipements culturels
La commune dispose d'une salle polyvalente et d'une bibliothèque.

### Personnalités liées à la commune
- François Flameng, peintre officiel de l'armée a réalisé de nombreux croquis et dessins des tragiques événements de la Grande Guerre qui  se déroulèrent ici. Ceux-ci parurent dans la revue L'Illustration.
- Après la Première Guerre mondiale, André L'Huillier (né à Sommepy-Tahure) traversa l'Atlantique pour rejoindre les États-Unis dans le but de réaliser des conférences en faveur des villages détruits[66].
- À Washington, un fonds d'aide est créé pour la recréation des villages et Sommepy fut le premier village choisi.
- Francesco Bellinzani (1619-1684), seigneur de Sompy (Somme-Py), directeur de la Compagnie du Nord et du Levant, des Indes Occidentales (1670), inspecteur général des manufactures, intendant du commerce, l'un des premiers commis du sieur Colbert, ministre d'État.

### Héraldique
Supposé être daté du XIXe siècle, son origine est assez mystérieuse. Gravé sur le fronton de la nouvelle mairie en 1892, il fut gardé pour son interprétation actuelle du village. Le mouton représente l'élevage ovin qui fut dans le passé et les deux gerbes de blé pour la culture actuelle qui est faite autour de Sommepy-Tahure.
| Blason de Sommepy | Blason  | D'argent à deux gerbes de blé d'or posées en chevron renversé, celle de senestre brochant sur l'autre, à la tête de chevreau du même issant entre les gerbes, le tout soutenu par deux branches de thym de sinople, les tigées passées en sautoir en pointe. |
| Blason de Sommepy | Détails | Le statut officiel du blason reste à déterminer. |

### Décorations françaises

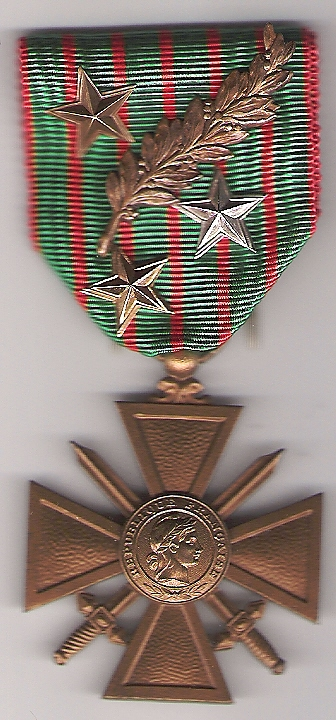

Les deux anciennes communes ont été décorées de la Croix de guerre 1914-1918 : 
- Tahure, 20 septembre 1920 ;
- Sommepy, 20 septembre 1920.